# Egnasides
Egnasides là một chi bướm đêm thuộc họ Erebidae.